# Stornäbbad papegoja
Stornäbbad papegoja (Tanygnathus megalorynchos) är en fågel i familjen östpapegojor inom ordningen papegojfåglar.

## Utseende och läte
Stornäbbad papegoja är en stor och grön papegoja med en massiv röd näbb och tydliga gula teckningar på vingarna. I flykten syns gula vingundersidor. Fågeln är ljudlig med varierade läten som hårda skrin, öronbedövande raspiga ljud och ljusa stigande visslingar.

## Utbredning och systematik
Stornäbbad papegoja förekommer i östra Indonesien, från Sulawesi till östra Små Sundaöarna och Moluckerna. Den delas in i fem underarter med följande utbredning:
- Tanygnathus megalorynchos megalorynchos – förekommer från Sulawesi och angränsande öar till Moluckerna och västpapuanska öar
- Tanygnathus megalorynchos affinis – förekommer i södra Moluckerna (Buru, Seram, Ambon, Haruku och Seram Laut)
- Tanygnathus megalorynchos sumbensis – förekommer på Sumba (i östra Små Sundaöarna)
- Tanygnathus megalorynchos hellmayri – förekommer i östra Små Sundaöarna (Roti, Semau och sydvästra Timor)
- Tanygnathus megalorynchos subaffinis – förekommer på Babaröarna och Tanimbaröarna (Yamdena och Larat)

## Levnadssätt
Stornäbbad papegoja hittas i skog, mangroveträsk och plantage i låglänta områden och förberg. Den ses enstaka, i par eller i smågrupper.

## Status och hot
Arten har ett stort utbredningsområde, men tros minska i antal, dock inte tillräckligt kraftigt för att den ska betraktas som hotad. Internationella naturvårdsunionen IUCN listar arten som livskraftig (LC).